# 閣樓

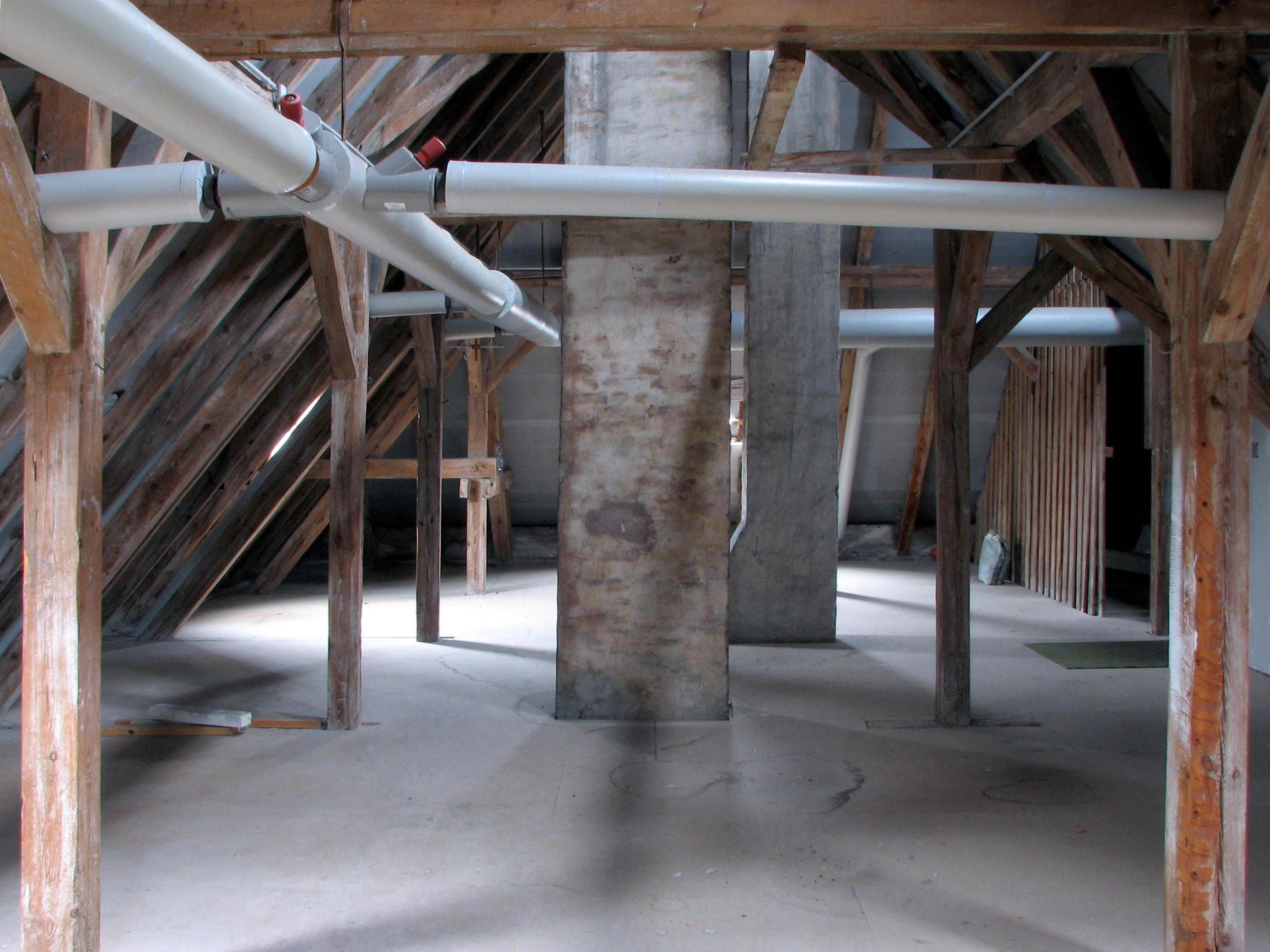
阁楼

閣樓是建築物上部架起的一層矮小的樓層，在屋頂之下，建築面積只有三分之一而已，多用作為儲藏雜物。 

## 租務管制的實施
實施分間單位租務管制的《業主與租客（綜合）條例》第IVA部已於2022年1月22日開始生效。一般而言，規管範圍涵蓋不同類型的分間單位，包括板間房、床位、太空艙、閣樓、籠屋、天台屋和平台屋等。 差餉物業估價署負責條例的執行工作。政府已委託非政府機構設立6支區域服務隊，協助差餉物業估價署在地區層面推廣新法例，提高公眾對新規管制度的認識和處理一般查詢等。政府亦委託一間非政府機構，設立及管理「劏房」租務管制資訊平台 (網址: www.sdu-info.org.hk （页面存档备份，存于）)，以分享分間單位租務管制的資訊作宣傳及教育用途。